# Elisabeth Svärdström
Elisabeth Svärdström, född von Holst 22 augusti 1909 i Stockholm, död där 22 december 2007, var en svensk runolog. Hon var dotter till Hans von Holst.

## Utbildning
Svärdström studerade ämnena Nordiska språk, Nordisk och jämförande fornkunskap samt Klassisk fornkunskap och antikens historia och tog 1930 en filosofie kandidatexamen.

## Runologi
1931 fick Elisabeth Svärdström fyra månaders provtjänstgöring vid Statens historiska museum och Riksantikvarieämbetet för att fullborda sin examen. Svärdström deltog i det förberedande arbetet för utgivningen av Upplands runinskrifter, inom korpusverket Sveriges runinskrifter. Hennes uppgift bestod i att gå igenom och sammanställa äldre uppgifter om runinskrifter ifrån arkiv och litteratur, ett omfattande arbete som inte framgår i de publicerade verken. Arbetet gav henne möjlighet att studera Johannes Bureus skrifter, vilket 1936 blev underlag för en licentiatavhandling om Bureus arbeten om runinskrifter.
När Hugo Jungner avled 1940 fick Svärdström överta det påbörjade arbetet med publiceringen av Västergötlands runinskrifter. Ursprungligen hade den ansvariga kommittén trott att verket var nästan färdigt, men det visade sig att Svärdström fick gå igenom hela materialet från nytt. Det västgötska materialet skiljde sig från det som tidigare utgivits genom att mycket var medeltida och fanns på exempelvis gravmonument, dopfuntar och kyrkklockor. Genom utgrävningarna av Gamla Lödöse och andra medeltidsstäder under 1960-talet tillkom också en kategori av runinskrifter som man tidigare inte haft så många exempel av, nämligen lösföremål med inskrifter som tillkommit i mer vardagliga och profana sammanhang. Genom arbetet med de västgötska inskrifterna, som också publicerades i separata artiklar, lade Svärdström grunden till den svenska medeltidsrunologin. Svärdström var noga med att söka inskrifternas arkeologiska, samhälleliga och historiska sammanhang, och samarbetade ofta nära med specialister inom angränsande ämnen som medeltidsarkeologi, konstvetenskap, etnologi, kulturgeografi, kalendervetenskap och medeltidsliturgi.
Efter Västergötlands runinskrifter var Svärdström ansvarig för den andra delen av Gotlands runinskrifter, som gavs ut 1978. Den anses som den mest genomarbetade delen av hela verket Sveriges runinskrifter.
Svärdström hade ett brett intresse inom runologi och arbetade också med senare bruk av runor som dalrunorna och även moderna runor, exempelvis inskriften vid Fåfängan i Stockholm. Hon var den som tog initiativ till att publicera alla nyfynd av runinskrifter under titeln Runfynd i tidskriften Fornvännen.
I hela sitt liv var Svärdström sällan anställd på mer än halvtid. Hon gick i pension 1975.